# اولا جان
اولا جان (انگلیسی: Ola John؛ زادهٔ ۱۹ مهٔ ۱۹۹۲) بازیکن فوتبال اهل پادشاهی هلند است.
از باشگاه‌هایی که در آن بازی کرده‌است می‌توان به باشگاه فوتبال هامبورگ، باشگاه فوتبال ردینگ، باشگاه فوتبال بنفیکا، باشگاه فوتبال دپورتیوو لاکرونیا، و باشگاه فوتبال توئنته اشاره کرد.
وی همچنین در تیم‌های ملی فوتبال زیر ۱۷ سال هلند، زیر ۱۹ سال هلند، زیر ۲۱ سال هلند، و هلند بازی کرده‌است.